# Luis Felipe Chará
Luis Felipe Chará (Cali, Valle del Cauca, Colombia; 6 de enero de 1981) es un exfutbolista colombiano. Jugaba como mediocampista. Se retiró en Rionegro Águilas de Colombia.
Sus dos hermanos son los futbolistas Diego Chará y Yimmi Chará.

## Clubes
| Club               | País      | Año         |
| ------------------ | --------- | ----------- |
| Deportivo Pereira  | Colombia  | 1999        |
| Atlético Nacional  | Colombia  | 2000 - 2009 |
| Deportivo Cali     | Colombia  | 2009 - 2011 |
| Mineros de Guayana | Venezuela | 2011 - 2013 |
| Aragua Fútbol Club | Venezuela | 2013 - 2015 |
| Rionegro Águilas   | Colombia  | 2015 - 2017 |

## Estadísticas
| Club                           | Div.                | Temporada           | Liga  | Liga  | Copas Nacionales | Copas Nacionales | Torneos Internacionales | Torneos Internacionales | Total | Total |
| Club                           | Div.                | Temporada           | Part. | Goles | Part.            | Goles            | Part.                   | Goles                   | Part. | Goles |
| ------------------------------ | ------------------- | ------------------- | ----- | ----- | ---------------- | ---------------- | ----------------------- | ----------------------- | ----- | ----- |
| Deportivo Pereira · Colombia   | 2.ª                 | 1999                | 25    | 0     | —                | —                | —                       | —                       | 25    | 0     |
| Deportivo Pereira · Colombia   | Total club          | Total club          | 25    | 0     | 0                | 0                | 0                       | 0                       | 25    | 0     |
| Atlético Nacional · Colombia   | 1.ª                 | 2000                | 18    | 0     | —                | —                | 5                       | 0                       | 23    | 0     |
| Atlético Nacional · Colombia   | 1.ª                 | 2001                | 20    | 0     | —                | —                | 5                       | 0                       | 25    | 0     |
| Atlético Nacional · Colombia   | 1.ª                 | 2002                | 48    | 1     | —                | —                | 4                       | 0                       | 52    | 1     |
| Atlético Nacional · Colombia   | 1.ª                 | 2003                | 20    | 0     | —                | —                | 6                       | 0                       | 26    | 0     |
| Atlético Nacional · Colombia   | 1.ª                 | 2004                | 33    | 1     | —                | —                | —                       | —                       | 33    | 1     |
| Atlético Nacional · Colombia   | 1.ª                 | 2005                | 32    | 0     | —                | —                | 4                       | 0                       | 36    | 0     |
| Atlético Nacional · Colombia   | 1.ª                 | 2006                | 37    | 0     | —                | —                | 6                       | 0                       | 43    | 0     |
| Atlético Nacional · Colombia   | 1.ª                 | 2007                | 10    | 0     | —                | —                | —                       | —                       | 10    | 0     |
| Atlético Nacional · Colombia   | 1.ª                 | 2008                | 13    | 0     | 0                | 0                | 7                       | 0                       | 20    | 0     |
| Atlético Nacional · Colombia   | 1.ª                 | 2009                | 2     | 0     | 0                | 0                | —                       | —                       | 2     | 0     |
| Atlético Nacional · Colombia   | Total club          | Total club          | 223   | 2     | 0                | 0                | 37                      | 0                       | 260   | 2     |
| Deportivo Cali · Colombia      | 1.ª                 | 2009                | 7     | 0     | 0                | 0                | —                       | —                       | 7     | 0     |
| Deportivo Cali · Colombia      | 1.ª                 | 2010                | 29    | 1     | 4                | 0                | —                       | —                       | 33    | 1     |
| Deportivo Cali · Colombia      | 1.ª                 | 2011                | 18    | 1     | 2                | 0                | —                       | —                       | 20    | 1     |
| Deportivo Cali · Colombia      | Total club          | Total club          | 54    | 2     | 6                | 0                | 0                       | 0                       | 60    | 2     |
| Mineros de Guayana · Venezuela | 1.ª                 | 2011/12             | 31    | 0     | 0                | 0                | 2                       | 0                       | 33    | 0     |
| Mineros de Guayana · Venezuela | 1.ª                 | 2012/13             | 29    | 0     | 0                | 0                | —                       | —                       | 29    | 0     |
| Mineros de Guayana · Venezuela | Total club          | Total club          | 60    | 0     | 0                | 0                | 2                       | 0                       | 62    | 0     |
| Aragua · Venezuela             | 1.ª                 | 2013/14             | 29    | 0     | 0                | 0                | —                       | —                       | 29    | 0     |
| Aragua · Venezuela             | 1.ª                 | 2014/15             | 27    | 0     | 0                | 0                | —                       | —                       | 27    | 0     |
| Aragua · Venezuela             | Total club          | Total club          | 56    | 0     | 0                | 0                | 0                       | 0                       | 56    | 0     |
| Rionegro Águilas · Colombia    | 1.ª                 | 2015                | 17    | 0     | 0                | 0                | 4                       | 0                       | 21    | 0     |
| Rionegro Águilas · Colombia    | 1.ª                 | 2016                | 36    | 0     | 0                | 0                | —                       | —                       | 36    | 0     |
| Rionegro Águilas · Colombia    | 1.ª                 | 2017                | 15    | 0     | 4                | 0                | 0                       | 0                       | 19    | 0     |
| Rionegro Águilas · Colombia    | Total club          | Total club          | 68    | 0     | 4                | 0                | 4                       | 0                       | 76    | 0     |
| Total en su carrera            | Total en su carrera | Total en su carrera | 446   | 4     | 10               | 0                | 43                      | 0                       | 499   | 4     |

## Palmarés

### Campeonatos nacionales
| Título              | Club               | País      | Año  |
| ------------------- | ------------------ | --------- | ---- |
| Torneo Apertura     | Atlético Nacional  | Colombia  | 2005 |
| Torneo Apertura     | Atlético Nacional  | Colombia  | 2007 |
| Torneo Finalización | Atlético Nacional  | Colombia  | 2007 |
| Copa Colombia       | Deportivo Cali     | Colombia  | 2010 |
| Copa Venezuela      | Mineros de Guayana | Venezuela | 2011 |

### Copas internacionales
| Título          | Club              | País     | Año  |
| --------------- | ----------------- | -------- | ---- |
| Copa Merconorte | Atlético Nacional | Colombia | 2000 |

### Distinciones individuales
| Distinción                                    | Año  |
| --------------------------------------------- | ---- |
| Mejor Jugador del Torneo Esperanzas de Toulon | 2001 |